# Василь Васильович Устимович
Василь Васильович Устимович  (1864-1924) – громадський діяч, меценат, засновник Устимівського дендрологічного парку (1893).

## Біографія
Народився у 1864 році у місті Кременчуці Полтавської губернії, у заможній дворянській родині. Устимовичі були занесені до дворянської родовідної книги Полтавської губернії за Указом Герольдії у 1835 році.
Батько – Василь Адріанович був губернським гласним від Кременчуцького повіту, гласним Кременчуцької міської думи, головою з’їзду мирових суддів Кременчуцького «судебного мирового округа», головою дворянства м. Кременчука, почесним піклувальником Олександрівського реального училища, на 1874 рік проживав в Кременчуці  за адресою вул. Катерининська, буд. №364. В його будинку по вул. Херсонській розміщувався пансіонат для вихованців щойно організованого Олександрівського реального училища. 
Мати – Олександра (Аліна) Платонівна, народилася 20 квітня 1836 року в с. Родзянки (зараз с. Веселий Поділ Семенівського району Полтавської області). Походила із знатного роду Родзянків. 
Василь Васильович  Устимович – єдина дитина в родині. Закінчив Кременчуцьке реальне училище.  

### Громадська діяльність
В.В. Устимович був досить відомою особою в Кременчуці завдяки своїй активній благодійницькій діяльності.    
З 1887 року В.В. Устимович був піклувальником Устимівського земського училища, для якого пожертвував власний будинок та ½ десятини землі, вирішував питання  освітлення, поповнення шкільної бібліотеки новими книгами, доплачував вчителям щорічно по 100 рублів. .
З 1888 року був почесним доглядачем Кременчуцького трикласного міського училища, щорічно вносив на йогокористь 150 рублів. Входив як член від земства до Кременчуцької повітової училищної ради. Очолював «Общество вспомоществования нуждающимся ученикам Кременчугского Александровского реального училища». Разом із своєю матір’ю входив до правління «Общества вспомоществования нуждающимся ученицам Кременчугской женской гимназии».
З 1888 року по 1916 рік - гласний Кременчуцького повітового земства. Входив до складу різних комісій: ревізійної, медичної, бюджетної. В складі медичної комісії був санітарним піклувальником Пирогівської та Глобинської волостей. З 1889 до 1907 року – член Товариства Кременчуцьких лікарів. Був також членом повітового відділення піклувального при в’язницях комітету.
18.05.1895 на першому засіданні Кременчуцького відділення Полтавського товариства сільського господарства В.В. Устимовича  було обрано членом Ради відділення.
З 1896 року обирався почесним мировим суддею, а з 1908 року – гласним Кременчуцької міської думи.
Із заснуванням Кременчуцького відділення Полтавського товариства сільського господарства на першому його засіданні 18.05.1895 року був обраний членом Ради відділення.  В подальшому займав у ньому активну позицію. Вавиль Васильович передав проектованому музею сільського господарства свою колекцію із 116 сортів пшениці і 86 сортів вівса. Неодноразово виступав із цікавими доповідями на засіданнях: про гасові двигуни, електричний плуг, власноруч сконструйовану картоплекопалку, засоби знищення лялечок хруща. За колекцію із дендрологічного саду і широке зібрання кактусів, котре мало наукове значення.

### Заснування дендропарку
У 1893 році у с. Устимівка, де В.В.Устимович мав спадок 887 десятин землі  і цегельний завод з кількістю робітників 12 чоловік,  започаткував перші насадження майбутнього дендропарку на площі 0,15 десятин. У цій справі йому допомагав товариш – лікар Дегтярьов Олександр Іванович. Саме тому ця територія має назву «Дегтярівщина». До речі, Дегтярьов О. І. займався медичною практикою в Кременчуці.
Роботи по устрою парку велися до 1916 року.
За відгуками сучасників у 1915 році: «…В.В. Устимович, страстный любитель садоводства, создал на сравнительно небольшом участке, около 8 десятин площадью, очень интересный парк в смысле разнообразия пород…».

### Нагороди
У 1896 році В.В. Устимович був нагороджений срібною медаллю губернської сільськогосподарської виставки, яка проходила з  1 по 20 вересня 1896 року у Кременчуці на території Міського саду.

### Приватне життя
В.В. Устимович одружився у 1914 році у віці 50 років. 
Після жовтневого перевороту 1917 року його майно, у тому числі й устимівський дендропарк площею 8,44 га, було націоналізовано.  Документальних свідчень про подальшу  долю Василя Васильовича поки що не знайдено. За усним переданням втрата  дендропарку вкрай  підірвала його здоров’я. Він довго хворів.  
Помер В.В. Устимович близько 1924 року після тривалої хвороби. Був похований на старому Ревівському кладовищі м. Кременчука. Могила не збереглася.
Василь Васильович Устимович нащадків по собі не залишив, не збереглась навіть і його світлина. 

## Вшанування пам'яті

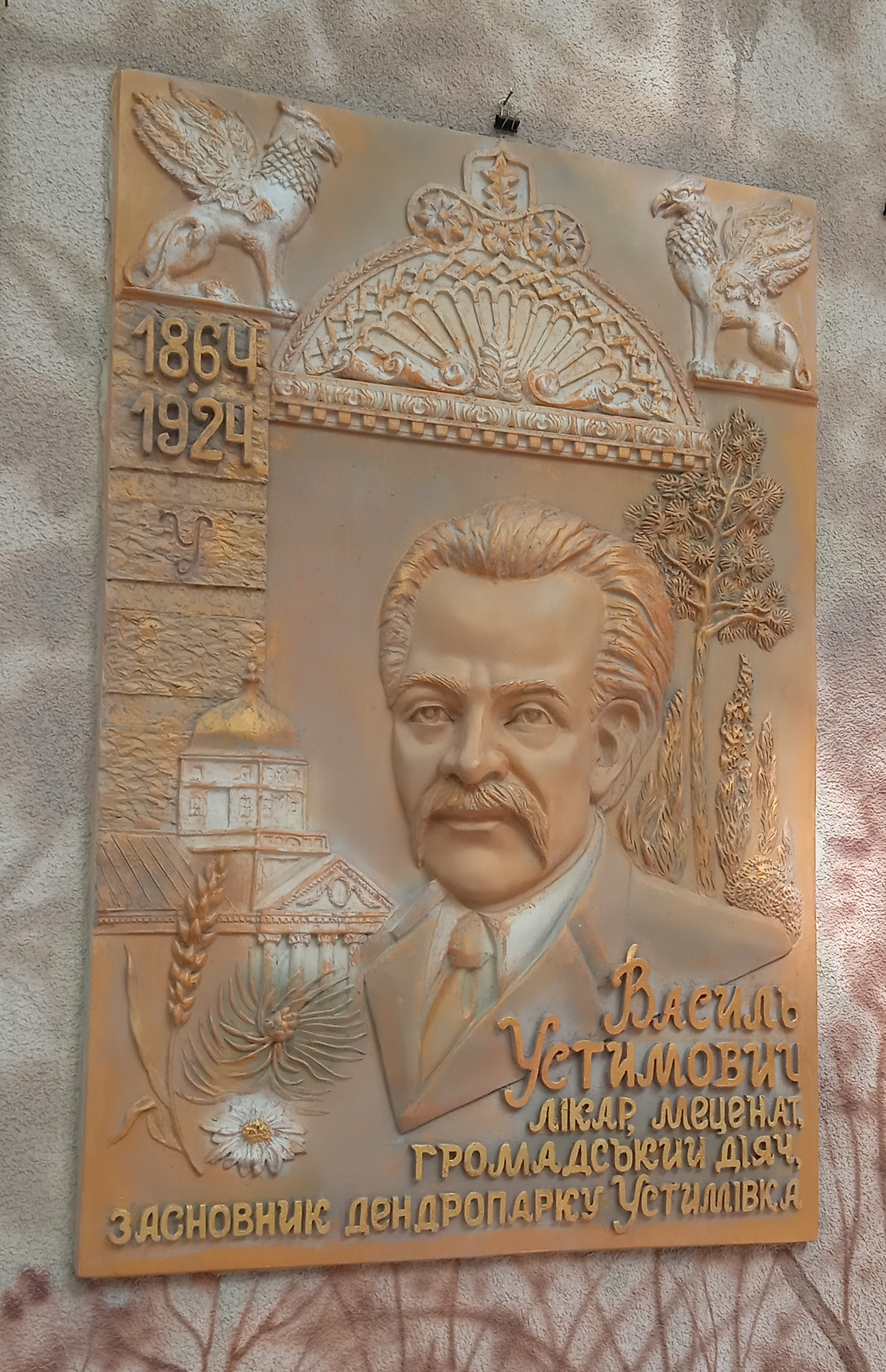
Пам'ятна дошка на честь Василя Устимовича.

09 червня 2022 року на фасаді Кременчуцької міської художньої галереї було відкрито пам'ятну дошку Василю Устимовичу. 
У місті Глобине вулицю Олега Кошового перейменували на вулицю Василя Устимовича. 
У селі Устимівка вулицю Пролетарську перейменували на вулицю Василя Устимовича. 